# Natriumarsenat
Natriumarsenat ist eine chemische Verbindung des Natriums aus der Gruppe der Arsenate. Die Verbindung ist laut einiger Quellen mit der Zusammensetzung AsH3O4·xNa nicht genau spezifiziert.

## Gewinnung und Darstellung
Natriumarsenat kann durch Reaktion von Arsentrioxid mit Natriumnitrat gewonnen werden.

## Eigenschaften
Natriumarsenat ist ein kristalliner, farb- und geruchloser Feststoff, der löslich in Wasser ist. Er zersetzt sich bei Erhitzung über 180 °C. Seine Struktur ist (als Dodecahydrat) isomorph zu der von Natriumphosphat. Es besitzt eine hexagonale Kristallstruktur mit der Raumgruppe P3c1 (Raumgruppen-Nr. 165).

## Verwendung
Natriumarsenat wird als Insektizid in Holzschutzmitteln und Ameisenködern verwendet.